# Типография братьев Оруджевых
Типография—издательство «братьев Оруджевых» — существовавшая с 1906 по 1917 год в Баку типография—издательство.
Принадлежала братьям Оруджу, Ганбару и Абузару Оруджевым. Предприятие владело современным и совершенным оборудованием. В их число входили набирающая машина марки «Милле», печатные станки «Франкенталь», «Аугсбург», «Американка», режущие инструменты, аппараты цинкографии и прочее. Типография располагалась в подвале здания мусульманской женской школы Г. З. Тагиева.

## История
Три брата Орудж, Гамбар и Абузар продают недвижимость оставшуюся от отца в Барде и переезжают в Баку. За эти деньги они снимают квартиру в городе. Осенью 1906 года они привозят из Варшавы печатную машинку, чтобы открыть типографию. После открытия издательства, они также создают книжную сеть, открывают магазины, издают каталоги. Издательство находилось на улице Николаевской в здании, принадлежавшем Гаджи Зейналабдину Тагиеву.
Типография—издательство «братьев Оруджевых» выпускала литературу на азербайджанском, русском языках и языках Европы. В типографии издавались произведения как азербайджанских и русских классиков, так и классиков мировой литературы. К примеру, здесь издавались сборники стихов «Солнца Запада» Аббаса Саххата, «Бахадур и Сона» Наримана Нариманова, «Расписка рая» Юсифа Везира Чеменземинли, «Кавказский пленник» Льва Толстого (перевод Т. Таирова), «Бедная Лиза» Николая Карамзина (перевод А. Аббасова), «Мнимый больной» Мольера (перевод А. Меликов-Гамарлинского), «Принц и нищий» Марка Твена (перевод А. Ибрагимзаде), «Робинзон Крузо» Даниеля Дефо (перевод Абдуллы Шаига) и др. В период с 1910 по 1911 год здесь печаталась газета «Гюнеш» («Солнце»; издатель — Орудж Оруджов).
Помимо переводов произведений также издавалась народная литература. В 1910 году в типографии издают книгу «Чек на двадцать пять миллионов» американского писателя Марка Твена. Это было первое произведение писателя, которое было переведено на азербайджанский язык. В 1917 году также было издано произведение «Эмир Тимур» венгерского востоковеда Арминия Вамбера. В типографии братьев Оруджевых также издавались религиозные произведения, которые заказывались духовенством. Из них — «Книга шариата» (1909), «Причины разделения ислама» (1914), «Уроки шариата» (1915).
Типография вела активную работу с Узеиром Гаджибековым. Здесь были изданы его произведения «Аршин мал алан», «Гарун и Лейла», «Асли и Керем», «Не та, так эта». 14 февраля 1912 года Узеир Гаджибеков заключает договор с Абузаром Оруджевым. Согласно договору, типография обязалась издать оперетту «Не та, так эта» и продать её в день показа оперетты на кассе. Также Гаджибекову выдавался гонорар в 150 манатов и 10 копий либретто.
Книги, которые были изданы в типографии братьев Оруджевых, также дарили в библиотеки страны. Гамбар Оруджев занимался рекламой издательства. Он размещал различные объявления в газетах об издаваемых ими произведениях. Братья также создали клиентскую сеть.
В типографии работал выдающийся азербайджанский поэт Мирза Алекпер Сабир на должности корректора. В 1917 году Бакинский совет народных комиссаров закрывает издательство под предлогом национализации. После провозглашения Азербайджанской Демократической Республики, 18 сентября 1919 года типография возрождается. Министерство народного образования Азербайджана выделяет издательству 468 380 манатов.
После прихода большевиков издательство закрылось окончательно. Братья возвратились в Барду. Орудж Оруджев был репрессирован и сослан вместе с Рухуллой Ахундовым. Позже его реабилитируют, и он возвращается в Азербайджан. Орудж Оруджев скончался 2 марта 1954 года.